# Lektor (römischer Ritus)
Lektor (lateinisch für (Vor-)Leser) ist in der römisch-katholischen Kirche das Amt des Vorlesers im Gottesdienst.

## Geschichte
In neutestamentlicher Zeit ist das Amt noch nicht bezeugt. Nachrichten über Lektoren finden sich ab dem 2. Jahrhundert. Im 3. Jahrhundert ist in den Briefen Cyprians von Karthago die Einsetzung in das Amt durch den Bischof bezeugt. Ab der Mitte des 3. Jahrhunderts zählte man die Lektoren zu den Klerikern. Sie waren durch die Kirchenordnungen zu einem klerikalen Lebenswandel verpflichtet und durften nur einmal verheiratet sein (Bigamieverbot). Allerdings wurde das Bigamieverbot unterschiedlich streng gehandhabt, und im Osten des Reichs bestand es nicht generell. Lektoren wurden auch als Boten eingesetzt und nahmen als Begleiter der Bischöfe an Synoden teil. Die Aufnahme in den Lektorenstand war in der Alten Kirche auch für Unmündige üblich. Eltern gaben ihre Kinder bereits ab dem fünften Lebensjahr in diesen Stand, um sie auf eine klerikale Laufbahn vorzubereiten. Der Lektorat galt als Eingangsamt für eine solche Laufbahn. Im 6. Jahrhundert wurde in der Gesetzgebung Kaiser Justinians I. ein Mindestalter von acht Jahren festgelegt; den Lektoren wurde zwar eine Zweitehe gestattet, doch war dann eine kirchliche Karriere ausgeschlossen.

## Gegenwart
Die Hauptaufgabe des Lektors besteht darin, die für den jeweiligen Tag vorgesehenen Schriftlesungen vorzutragen. Das Evangelium der heiligen Messe hingegen wird von einem Diakon oder Priester vorgetragen. Die Aufgaben des Lektors können Männer und Frauen erfüllen, die gefirmt und mindestens 16 Jahre alt sein sollen. Der Dienst des Lektors ist ein eigenständiger Dienst, das heißt, der Lektor soll auch dann vortragen, wenn außer dem Zelebranten noch andere Kleriker anwesend sind. Mancherorts übernimmt der Lektor auch andere liturgische Rollen; er kann die Fürbitten, den Eröffnungsvers und, wenn kein Kantor anwesend ist, den Antwortpsalm vortragen oder als Kommunionhelfer am Gottesdienst mitwirken.
Für den Dienst des Lektors sieht die Liturgie eine besondere kirchliche Beauftragung vor. Diese wird entgegen der liturgischen Möglichkeit nur noch im Rahmen der Ausbildung auf die Weihe zum Diakon und Priester erteilt, da Kandidaten des Diakonen- und Priesteramtes vor ihrer Weihe eine angemessene Zeit als beauftragte Akolythen gewirkt haben müssen. Die kirchenrechtliche Bestimmung in Ministeria quaedam Pauls VI., dass die dauerhafte Beauftragung zum Dienst des Lektors nur Männern erteilt werden darf, wurde von Papst Franziskus am 10. Januar 2021 im Motu Proprio Spiritus Domini mit dem Abschnitt VIII geändert, womit die liturgischen Laiendienste des Akolythen und Lektors beiden Geschlechtern ermöglicht wurde.
Die dauernde oder die zeitweilige Beauftragung als Lektor ersetzt die entsprechenden vor der Liturgiereform üblichen niederen Weihen, zu denen unter anderem die zum Lektor und die zum Akolythen gehörte (can. 230 CIC). Die Neuordnung dieser früheren niederen Weihe erfolgte in dem Apostolischen Schreiben Ministeria quaedam Papst Pauls VI. 1972.